# Castellonet de la Conquesta
Castellonet de la Conquesta, en valencien et officiellement, (Castellonet en castillan), est une commune d'Espagne de la province de Valence dans la Communauté valencienne. Elle est située dans la comarque de la Safor et dans la zone à prédominance linguistique valencienne.

## Géographie

Localisation de Castellonet de la Conquesta
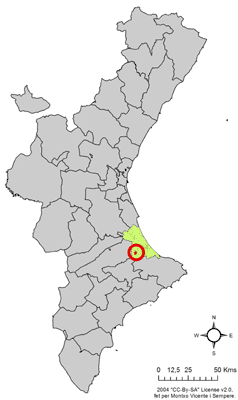
dans la Communauté valencienne.
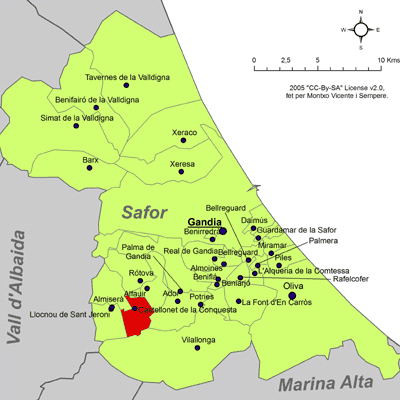
dans la comarque de la Safor.

### Sources
- (es) Varaciones de los municipios de España desde 1842, Ministerio de administraciones públicas, octobre 2008, 364 p. (lire en ligne) [PDF]